# Hôtel de la Caisse d'épargne de Honfleur
L'hôtel de la Caisse d'épargne est un bâtiment du début du XXe siècle situé à Honfleur, en France.

## Situation et accès
L'édifice est situé au no 2 du cours Albert-Manuel, au sud-ouest de la ville de Honfleur, et plus largement au nord-est du département du Calvados.

## Histoire

### Concours
En été 1912, un concours pour la construction d'un hôtel de la Caisse d'épargne est ouvert par la Ville de Honfleur jusqu'au 15 août. Quatorze concurrents participent au concours, dont l'architecte Fernand Hamelet.
| Prix | Candidat        | Ville du candidat         | Prime   |
| ---- | --------------- | ------------------------- | ------- |
| 1er  | Pierre Lefebvre | Rouen (Seine-Maritime)    | 1 000 F |
| 2e   | Gérard          | Le Havre (Seine-Maritime) | 300 F   |
| 2e   | Poupel          | Le Havre (Seine-Maritime) | 300 F   |
| 3e   | Lebègue         | Le Havre (Seine-Maritime) | 200 F   |

### Construction et réquisition
L'hôtel est ainsi élevé sur le plans de l'architecte Pierre Lefebvre (1871-1951). Ses dessins du bâtiment sont, par ailleurs, exposés durant le printemps 1913 au Salon des artistes français.
La Grande Guerre ayant éclatée, l'hôtel encore en construction est réquisitionné notamment après l'arrivée de soldats belges.

## Structure
Comme prévu dans le programme du concours, le rez-de-chaussée comprend un hall d'entrée pour quarante personnes, des bureaux pour 3 employés et 2 visiteurs, une salle de réunion pour le conseil d'administration, un dépôt d'archives, un vestiaire, des toilettes et des pièces de service. Le premier étage étant réservé aux appartements du directeur caissier, il comprend : un salon, quatre chambres, une cuisine et une salle à manger. Le grand hall central est constitué de la salle d'attente et bureaux ; dans les ailes sont disposées la salle du conseil et les salles d'archives. L'entrée vers le logement du directeur caissier est distinct et est situé dans un passage latéral.